# Jason Devaney
Jason Devaney (* 13. August 1992) ist ein irischer Snookerspieler, der 2011 die irische Snooker-Meisterschaft gewinnen konnte.

## Karriere
Ab Ende der 2000er-Jahre wurde Devaney einer der führenden Juniorenspieler Irlands. 2010 gewann er die irische U18-Meisterschaft, 2011 siegte er bei der U19-Meisterschaft und der U21-Meisterschaft. Mit dem Junior Pot Black gewann er 2008 auch ein internationales Juniorenturnier. Bereits 2006 erhielt er für seine Erfolge den Western People Mayo Sports Award. Infolgedessen vertrat er das Land mehrfach auch bei der U19-Europameisterschaft. Hier konnte er bei der Ausgabe 2010 bis ins Viertelfinale vorstoßen. Auf weltweiter Ebene hatte er im selben Jahr dagegen weitaus weniger Erfolg. Daneben nahm er in dieser Zeit auch an anderen Amateurturnieren teil. Hatte er eine Teilnahme am Pontins Pro-Am 2008 noch kampflos aufgeben müssen, so wurde er ein Jahr später zu einem Event der World Series of Snooker 2009/10 in Kilkenny eingeladen. Sein Auftaktspiel gegen den mehrfachen Vize-Weltmeister Jimmy White verlor er mit 3:5. Wiederum ein Jahr später wurde er zu den professionellen World Open 2010 eingeladen, unterlag dort aber – erneut im Auftaktspiel – dem belgischen Amateur Mario Geudens. Schließlich gelang ihm 2011 der größte Erfolg seiner Karriere, als er 8:6 gegen David Hogan die irische Snooker-Meisterschaft gewinnen konnte. Er war dabei der erste Spieler im irischen Snooker, der neben der nationalen Meisterschaft zur selben Zeit auch zwei Juniorentitel hielt.
Die folgenden Teilnahmen an internationalen Juniorenturnieren waren aber nicht von großem Erfolg geprägt, ebenso wenig die versuchte Titelverteidigung bei der Meisterschaft 2012. Finanzielle Unterstützung erhielt er in dieser Zeit unter anderem von seiner Heimatstadt Ballina. In den folgenden Jahren versuchte sich Devaney über die Q School für die Profitour zu qualifizieren, was aber bei jedem Versuch klar misslang. Mit den Gdynia Open 2015 nahm er immerhin noch an einem zweiten professionellen Turnier teil, da dieses für Amateure die Möglichkeit bot, sich vorab für die Hauptrunde zu qualifizieren. Dies gelang Devaney zwar, in der Hauptrunde verlor er aber wiederum sein Auftaktspiel, in diesem Falle gegen Thepchaiya Un-Nooh mit 0:4. Über die gesamten 2010er-Jahre hinweg nahm er zudem regelmäßig an der irischen Meisterschaft teil, bei der er aber nicht mehr übers Achtelfinale hinaus kam. Ebenfalls regelmäßig war Devaney im Teilnehmerfeld internationaler Meisterschaft und zog dabei unter anderem zwei Mal ins Achtelfinale der Europameisterschaft ein. Zusammen mit Rodney Goggins erreichte er 2014 das Viertelfinale der Herren-Team-Europameisterschaft.
Devaney wurde zeitweise von PJ Nolan trainiert. Er ist Mitglied eines Snookerclubs in Crossmolina nahe Ballina.

## Erfolge
| Ausgang         | Jahr | Turnier                       | Finalgegner | Ergebnis     |
| --------------- | ---- | ----------------------------- | ----------- | ------------ |
| Amateurturniere |      |                               |             |              |
| Sieger          | 2008 | Junior Pot Black              | Duane Jones | 61:28 (Pkt.) |
| Sieger          | 2011 | Irische Snooker-Meisterschaft | David Hogan | 8:6          |